# 德化镇
德化镇，是中华人民共和国云南省普洱市宁洱哈尼族彝族自治县下辖的一个乡镇级行政单位。
2012年12月28日，云南省人民政府批复同意撤销德化乡，设立德化镇。

## 行政区划
德化镇下辖以下地区：
勐泗村、那迁村、龙树村、窝拖村、荒田村、干田村、星火村和顺安村。